# Tinapihuayas
Los Tinapihuayas fueron una tribu indígena coahuilteca procedente del sur de Texas y evangelizada en la Misión de San Francisco Vizarrón en 1737. Al llegar los españoles estaba integrada por cinco familias con decenas de integrantes cada una.
Los Tinapihuayas vivían cerca de los pausanes y puede que hablaran el mismo dialecto o que fueran aliados políticamente.